# Tolvaj Zoltán
Tolvaj Zoltán (Budapest, 1978. július 14. –) magyar költő, író, műfordító.

## Tanulmányai
Középosztálybeli munkáscsaládban született. Gyermekkorát a nyolcvanas években Brazíliavárosban töltötte. 1992-ben a budapesti Teleki Blanka Gimnáziumban kezdte meg középfokú tanulmányait, majd a Kós Károly Gimnázium esti tagozatán érettségizett 1997-ben. 2000 és 2007 között az Eötvös Loránd Tudományegyetem Bölcsészettudományi Karának magyar és portugál szakos hallgatója volt. A 2010-es években különböző multinacionális cégeknél szerzett nemzetközi tapasztalatot. Portugál, spanyol, angol nyelven beszél és fordít.

## Élete és pályafutása
1999-ben jelent meg első verse a Parnasszusban, azóta publikál rendszeresen hazai irodalmi folyóiratokban. Verseit többek között a Kortárs, a Mozgó Világ, a Szépirodalmi Figyelő, a Magyar Napló, az Új Holnap, a Spanyolnátha, a Prae, a Drót, az Irodalmi Jelen, az ÉS és a Holmi közölte. Prózái rendszeresen jelennek meg a Kulter, a Dunszt, az Irodalmi Szemle, az Alföld és a Tiszatáj online felületein. Első verseskötete 2001-ben jelent meg A medve lépései címmel az Parnasszus Könyvek Új vizeken sorozat második darabjaként Orbán Ottó fülszövegével. 2002 és 2008 között a Dokk.hu irodalmi kikötő munkatársa, illetve 2005 és 2010 között az Előszezon irodalmi csoport tagja volt. Második verseskötete Törésteszt címmel 2007-ben jelent meg az Új vizeken sorozat harmincadik köteteként Marno János ajánlásával. 2010-ben Móricz Zsigmond-ösztöndíjat kapott. 2012-ben részt vett a Berlini Költészeti Fesztivál Renshi.eu nevű projektjében a Literaturwerkstatt Berlin szervezésében. Harmadik verseskötete Fantomiker címmel 2016-ban jelent meg a József Attila Kör JAK-füzetek sorozatának 201. darabjaként. Készülő novelláskötetére 2018-ban elnyerte a Nemzeti Kulturális Alap egyéves alkotói ösztöndíját. 2020-ban szerepelt a Petőfi Irodalmi Múzeum Kortársak zenei kísérettel című élő felolvasás- és interjúsorozatában. 2021-ben elnyerte a Magyar Művészeti Akadémia hároméves alkotói ösztöndíját irodalom kategóriában.

## Művei

### Verseskötetek
- A medve lépései; versek, Tipp Cult, Budapest, 2001 (Parnasszus könyvek, Új vizeken)
- Törésteszt; versek, Tipp Cult, Budapest, 2007 (Parnasszus könyvek, Új vizeken)
- Fantomiker; versek, József Attila Kör–Prae.hu, Budapest, 2016 (JAK-füzetek)

### Antológiák
- Stay Brutal! – 21 metáldal – 21 írás a metálról, Helikon (szerk. Cserna-Szabó András), Budapest 2023
- Az év versei 2022, Magyar Napló (szerk. Zsille Gábor), Budapest, 2022
- A századelő költészete, Magyar Napló (szerk. Zsille Gábor), Budapest, 2018
- A századelő novellái, Magyar Napló  (szerk. Bíró Gergely): , Budapest, 2018
- Szívlapát – Kortárs versek 16 éven felülieknek, Tilos az Á Könyvek  (szerk. Péczely Dóra):, Budapest, 2017
- Hévíz irodalmi antológia 2012–2014, Magvető  (szerk. Cserna-Szabó András, Szálinger Balázs): , Budapest, 2015
- Az év versei 2006, Magyar Napló  (szerk. Szentmártoni János), Budapest, 2006
- Nincs és lehet közt, Masszi (szerk. Bratka László), Budapest, 2002
- Az év versei 2002, Magyar Napló (szerk. Szentmártoni János), Budapest, 2002

### Műfordítások

#### Önálló könyvek
- Fernando Pessoa: Daloskönyv, Íbisz, 2001 (másokkal közösen)
- Bánki Éva, Szigeti Csaba (szerk.): Udvariatlan szerelem – A középkori obszcén költészet antológiája, Prae.hu, 2006 (másokkal közösen)
- Leonardo Faccio: Messi, Libri, 2011
- César Aira: Kísértetek, Magvető, 2012
- M. C. Beaton: A szende Minerva, Ulpius-ház, 2014
- Carmen Mola: A legyek menyasszonya, General Press, 2023
- Carmen Mola: A bíbor hálózat, General Press, 2024
- Anabel Hernández: Emma és a drogfeleségek, Corvina, 2024
- George Bumann: Fültanúként a vadonban, Corvina, 2025
- Bill Gates: Forráskód, Corvina, 2025

#### Folyóiratok
- Eduardo Moreiras és Uxío Novoneyra versei, Parnasszus, 2000/tél
- Carlos Drummond de Andrade és Vinicius de Moraes versei, Parnasszus, 2001/nyár
- Jürgen Rooste: Higgs-bozon, KULTer.hu, 2013. november 10.
- Jürgen Rooste versei, Korunk, 2014/4.
- Sophia de Mello Breyner Andresen, Raul de Carvalho, António Gedeão, Alexandre O’Neill, Herberto Helder és Eugénio de Andrade versei; Magyar Napló, 2001. április
- Gregório de Matos, Gonçalves Dias, Casmiro de Abreu, Olavo Bilac, Augusto dos Anjos és Manuel Bandeira versei; Palimpszeszt, 2002/18
- Ernesto Rodrigues: Újrakezdés, versfordítás, Tiszatáj, 2020. december 16.
- Fernando Pessoa / Álvaro de Campos: Nyílegyenes költemény,, versfordítás, 1749, 2022. november 21.
- Fernando Pessoa: Fiat Lux, versfordítás, 1749, 2022. december 19.
- Fernando Pessoa: Ki tudja, hányféle lélek, versfordítás, 1749, 2023. február 13.
- Fernando Pessoa: Nunc est Bibendum; Ó, egy szonett; Néha írok egyszerű szonetteket, versfordítások, 1749, 2023. április 30.
- Rafael Cadenas: A vereség; A sziget; A titkos létező; A szerető; Fegyverletétel; Kudarc; Ars Poetica; versfordítások, Parnasszus (Lyra Mundi 1. szám); XXIX. évf., 2023/2
- Három portugál nyelvű költemény (XX. századi portugál-brazil líra) (Carlos Drummond de Andrade: A valag, milyen vicces; Vinicus de Moraes: nem kell több ostyaszírmú sárgarépa; Antonio Gedeao: A fekete nő könnyei), versfordítások, Napút Online, 2024. Január 17.

## Fontosabb publikációi
- Tolvaj Zoltán: Ausländer in Berlin, Alföld, 2021/7
- Tolvaj Zoltán: Kamulatin, Kalligram, 30. éfv., 2021. szeptember
- Tolvaj Zoltán: Neutrínók, (I-IV.), Tiszatáj, 2021. április 15.
- Tolvaj Zoltán: Ördögvilla, Kulter, 2023. május 28.
- Tolvaj Zoltán: Holdjárók, (I-II.) Kulter, 2024. február 8.
- Tolvaj Zoltán: Repülőbalzsam, Élet és Irodalom, LXVII. évfolyam, 16. szám, 2023. április 21.
- Tolvaj Zoltán: Kanópusz, (I-IV.), Tiszatáj, 2023. augusztus 27.
- Tolvaj Zoltán: Piszkos tizenkettő, Helikon, XXXIV. évfolyam, 2023. / 8. (862.) szám; 2023 április 25.
- Tolvaj Zoltán: Csikágói elégia, Kulter, 2019. február 15.
- Tolvaj Zoltán: Bambusz, Élet és Irodalom, LXV. évfolyam, 9. szám, 2021. március 5.
- Tolvaj Zoltán: Jászföld, Élet és Irodalom, LXVI. évfolyam, 11. szám, 2022. március 11.
- Tolvaj Zoltán: Vízszintesben, Élet és Irodalom, LXVIII. évfolyam, 44. szám, 2024. október 31.
- Tolvaj Zoltán: Basó Csopakon, Apokrif, 2022. december 14.
- Tolvaj Zoltán: Barrakuda, Dunszt, 2021. június 6.
- Tolvaj Zoltán: A trubadúr, Kulter, 2021. február 6.
- Tolvaj Zoltán: Sohói Hulk, Dunszt, 2020. június 5.
- Tolvaj Zoltán: Kampókéz (I.), Kulter, 2020. január 26.
- Tolvaj Zoltán: Kampókéz (II.), Kulter, 2020. március 6.
- Tolvaj Zoltán: Szakszervezet, Apokrif, 2021. október 14.
- Tolvaj Zoltán: Körkörös kísértetek, ESŐ, 2022/1 tavasz
- Tolvaj Zoltán: Science friction, Irodalmi Szemle, 2020. május 14.
- Tolvaj Zoltán: Gould zongoraszéke, Irodalmi Szemle, 2020. június 11.
- Tolvaj Zoltán: Fogolydilemma, Irodalmi Szemle, 2020. július 9.
- Tolvaj Zoltán: Türkiz, Irodalmi Szemle, 2020. augusztus 13.
- Tolvaj Zoltán: Visnu öklendezője, Irodalmi szemle, 2023. június 6.
- Tolvaj Zoltán: Propolisz, Prae, Helyezettjel I., 2021. október 7.
- Tolvaj Zoltán: A Liget Sárkányai, Prae, Helyezettjel II., 2021. november 14.
- Tolvaj Zoltán: Troliszellem, Prae, Helyezettjel III., 2021. december 8.
- Tolvaj Zoltán: A kígyó nyelve, Prae, Helyezettjel IV., 2022. január 14.
- Tolvaj Zoltán: Fattyúk hava (regényrészlet), Prae, Helyezettjel V., 2022. február 10.
- Tolvaj Zoltán: Őrzők, Prae, Helyezettjel VI., 2022. március 19.
- Tolvaj Zoltán: Halogén, Irodalmi Szemle, 2021, március 14.
- Tolvaj Zoltán: A szeráf, Apokrif (karantén különszám), 2020. április 23.
- Tolvaj Zoltán: Metáneső, 168 Óra, 2021. szeptember 23.
- Tolvaj Zoltán: Az időgép feltalálása, ESŐ, 2021/4 ősz
- Tolvaj Zoltán: Az éber vulkán, Parnasszus, 2022. november 8.
- Tolvaj Zoltán: Kínpad az egész világ, Litera.hu („Kertmozi”), 2010. szeptember 12.
- Tolvaj Zoltán: Délibábok hősei, Litera.hu („Fortepan és más történetek”), 2013 szeptember 10.
- Tolvaj Zoltán: Ogre bácsi, Litera.hu („Best of 2014”), 2014. augusztus 23.
- Tolvaj Zoltán: Limerickek – André Ferenccel és Borsik Miklóssal, Pannon Tükör, 2019. május 8.
- Tolvaj Zoltán: Működni látszik; A szél külön nyelve; Szokott utak; Dogma Archiválva 2020. szeptember 20-i dátummal a Wayback Machine-ben, Drót, 2017. május 31.
- Tolvaj Zoltán: Túlvilági sétatér – esszé Jim Jarmusch Szellemkutya c. filmjéről Prizma folyóirat, 2010. december 12.
- Tolvaj Zoltán: A borzongás retorikája – esszé Orbán Ottó költészetéről, Prae, 2011. június 17.
- Tolvaj Zoltán: Brassaï Quarrel c. fényképéről és Nemes Csaba Elbizonytalanodás c. festményéről, Litera, 2019. december 20.
- Tolvaj Zoltán: Sanzon – esszé Kemény István Sanzon c. verséről, Litera.hu („Kemény60”), 2021. október 28.
- Tolvaj Zoltán: Őszi fénykép a nyúlzugi avaron – esszé Hartay Csaba költészetéről, Irodalmi Szemle, 2021. április 11.
- Tolvaj Zoltán: Rükvercbe váltott öregedés – esszé Turczi István költői világáról, Alföld, 2023. Szeptember 7.
- Tolvaj Zoltán: DJ ujjratöltve – a hősi lúzerség témája Sickratman Don Giovanni-operaátiratában, Hévíz, 2015/2.
- Tolvaj Zoltán: Weöres Sándor De Profundis című verséről Archiválva 2020. október 1-i dátummal a Wayback Machine-ben, Terasz, 2006. április 5.
- Tolvaj Zoltán: Sáskazalban tücsökzen-e? – esszé Marno János Nárcisz készül c. kötetéről, Puskin utca, 2009/10
- Tolvaj Zoltán: Hologram; Kodály tanítványa, Mozgó Világ, 2004. szeptember
- Tolvaj Zoltán: Őszülés, fürdőkúra, Mozgó Világ, 2008. április
- Tolvaj Zoltán: A tündér metamorfózisa, Napút, 2010./5.
- Tolvaj Zoltán: Curriculum helyett, DOKK (Új Holnap, 2003. nyár)
- Tolvaj Zoltán: Antracit, Irodalmi Jelen, 2017. május 8.
- Tolvaj Zoltán: Erdőkerülők; Közhely-obszervatórium; Átrium; Botanika; Alom, Litera.hu („Irogatsz még?”), 2011. április 29.
- Tolvaj Zoltán: Kísértetek; Egyes szám ötödik személy; Propolisz; Kitin PIM, Móricz-ösztöndíjasok, 2010. október
- Tolvaj Zoltán: Teiresziász, RENSHI.EU – Literaturwerkstatt / Berlin Poesiefestival, 2012. június 2.
- Tolvaj Zoltán: Szerelem, Litera.hu („A hét verse”), 2015. március 9. [IN: Holmi, 2009, szeptember]
- Tolvaj Zoltán: Unicum Laude, Litera.hu (Búcsú Kabai Lóránttól), 2022. november 1.

## Díjai, ösztöndíjai
- Parnasszus-díj (2003)
- Móricz Zsigmond-ösztöndíj (2010)
- Nemzeti Kulturális Alap alkotói ösztöndíj (2018)
- Magyar Művészeti Akadémia irodalmi ösztöndíj Archiválva 2021. június 24-i dátummal a Wayback Machine-ben (2021-2024)

## Interjúk és felolvasások
- Tolvaj Zoltán: Kaméleoni tükrözés és random memóriaolvasás, Litera.hu, 2017. június 26.
- Tolvaj Zoltán: Nyári panelizzás, letüdőzni Budapestet, Litera.hu, 2011. április 29.
- PIM az A38 Hajón – Kortárs szerzők zenei kísérettel: Tolvaj Zoltán, 2020. május 19.
- Belső közlés, 248. adás. Műsorvezető: Szegő János. Szerkesztő: Pályi Márk, Klubrádió, 2020. július 21.
- Interjú, beszélgetés és játék a Litmusz Műhely irodalmi podcastjában. Műsorvezetők: Körtesi Márton és Kerber Balázs, SZIF Online, 2022. június 7.
- Ez volt az otthonom – Önéletrajzi regény a 80-as évek Újpalotájától napjaink Belvárosáig – villáminterjú a TiZEN5 újság és az XV. kerületi TV hivatalos oldalán. (2024. Október 16.)
- Versmaraton 2022.[halott link] – Hatvanegy költő 12 órán át – A Magyar Írószövetség, a Magyar Napló Kiadó és az MTVA költészet napi rendezvénye
- „Petőfitől nem volt idegen a belezős horror” – interjú Pálos Mátéval a magyar irodalom zombiportréiról, Origo, 2014. október 16.
- Kései cédula a római romokra (in memoriam Orbán Ottó), 2020. április 11.
- Basó Csopakon (in memoriam Kabai Lóránt), 2022. december 12.

## Fontosabb kritikák, tanulmányok a műveiről
- Svébis Bence: A kudarc katarzisa, Élet és Irodalom, LXI. évfolyam, 25. szám, 2017. június 23.
- Bihary Gábor: Az aszimmetria tükröződése, Műút, 2018. július 24.
- Boldog Zoltán: Machetével az anyaméhben, Tiszatáj, 2019. június 12.
- Boldogh Dezső: Egy zsák és benne a világ, Magyar Napló, 2008/12.
- Harmath Artemisz: Költő és Zoltán – a Békebeli tranzitállomás, SZIF Online, 2017. május 4.
- Kadlót Nikolett: Állapothatározó, Irodalmi Jelen, 2017. május 2.
- Kerber Balázs: A „zugtálalás” lehetőségei, Kulter, 2017. február 27.
- László Liza: A Fantomiker tébolya Archiválva 2020. szeptember 18-i dátummal a Wayback Machine-ben, Drót, 2017 június 3.
- Pécsi Györgyi: A junior Parnasszus díjasokról Archiválva 2021. április 16-i dátummal a Wayback Machine-ben, Spanyolnátha, 2008. nyár
- Simon Adri: Bevert tojás Vian módra Archiválva 2020. október 21-i dátummal a Wayback Machine-ben, Spanyolnátha, 2008. tavasz
- Toroczkay András: Medveháj, Prae, 2008. április 28.
- Ughy Szabina: Törésteszt, Szépirodalmi Figyelő, 2008. augusztus 2.
- Vígh Levente: Formavesztés, ösztönkárosulás, Szépirodalmi Figyelő, 2017/4.
- Zsolnai György: Szezon és fazon, Szépirodalmi Figyelő, 2010/2.
- Virágh András: Márpedig vannak, Litera, 2012. április 26.